# بيير ديودونيه
بيير ديودونيه هو سائق سيارة سباق بلجيكي، ولد في 24 مارس 1947 في بروكسل في بلجيكا.

## وصلات خارجية
- بيير ديودونيه على موقع DriverDB.com (الإنجليزية)